# Brian Green (atleta)
Brian William Green (Ormskirk, 15 maggio 1941) è un velocista britannico.
Ha partecipato ai Giochi di Monaco di Baviera 1972, gareggiando nei 100 m, 200 m e nella staffetta 4 × 100 m.